# Ar (Gotland)
Ar, eller Ahr, är en ort i Fleringe socken på norra Gotland i nordöstra ändan av Stenkusten.
I Ar låg tidigare Ahrs kalkbruk AB, som ägdes av Norrbottens järnverk. Minnen från kalkbruksepoken finns i kajer från utskeppningshamnen, en restaurerad kalklada och vattenfyllda kalkbrott. Söder om småorten ligger Blå lagunen, ett tidigare kalkbrott, som iordningställts som badplats. 
Nära mynningen av Arån ligger en fiskehamn som hade ett tjugotal fiskare i början av 1900-talet. Vid Arån, som är Bästeträsks utlopp till havet, ligger industriminnet Ars kvarn. Där ligger också Ars fiskeforskningsstation, vilken ägs av kommunen och disponeras av Högskolan på Gotland. 
Ar är omgivet av Bästeträsks naturreservat.

## Bilder

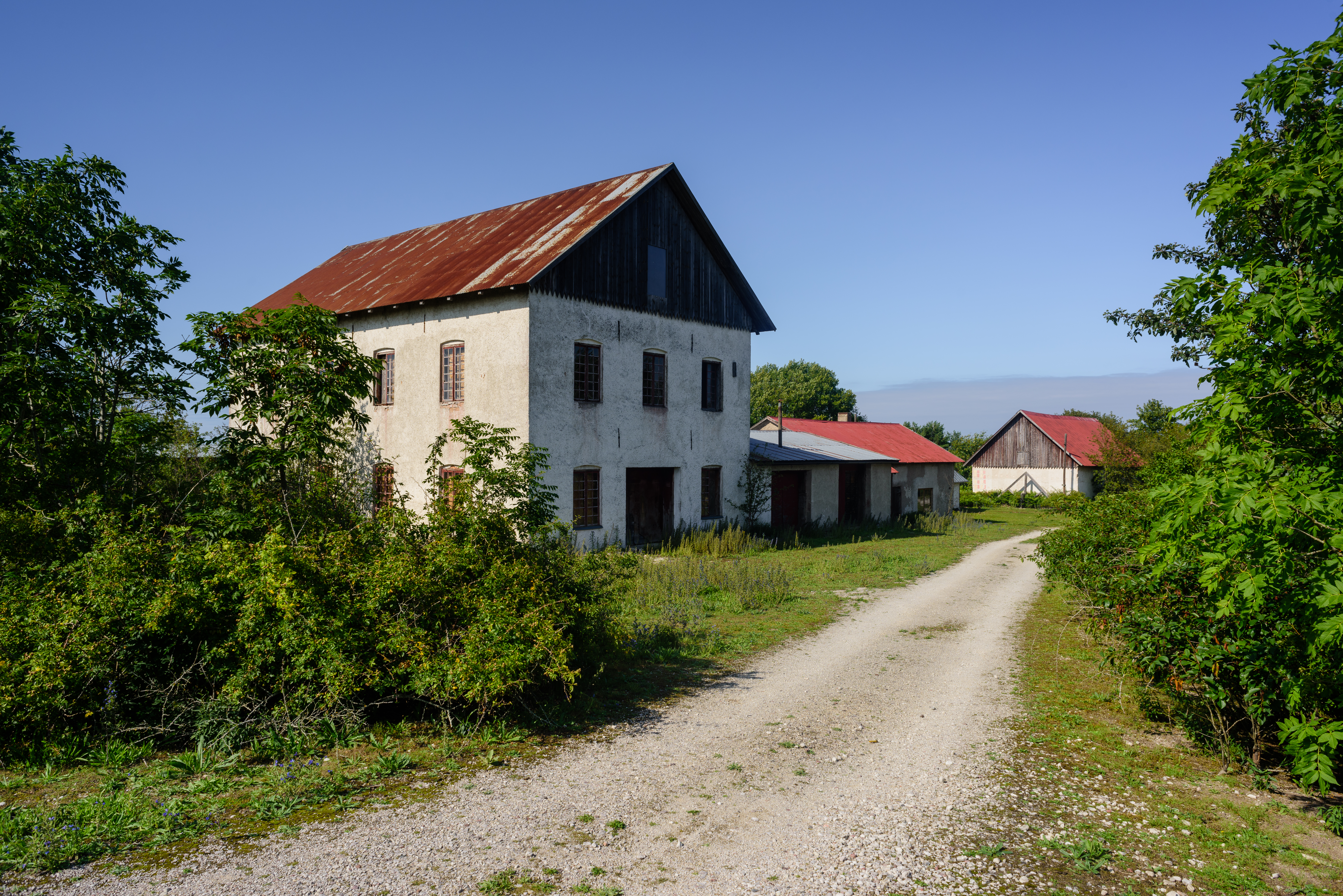
Byggnader i Ar.
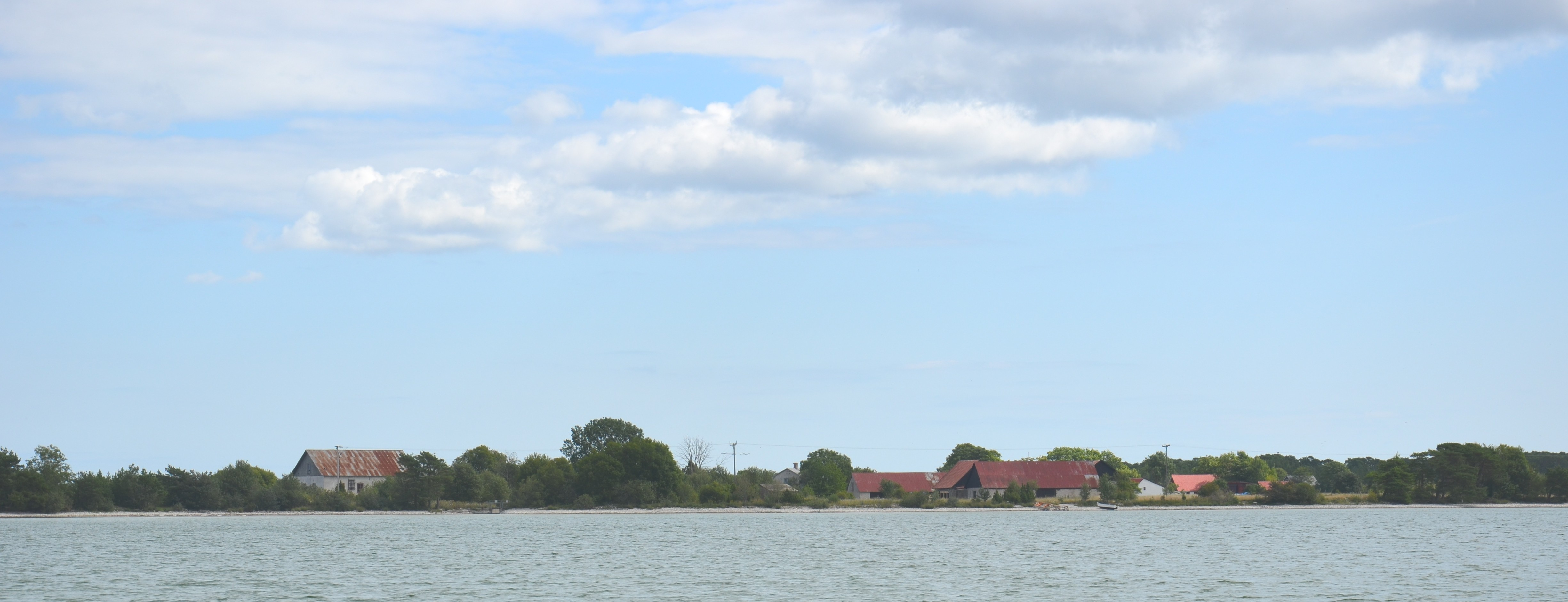
Ar sett från sjön Bästeträsk.
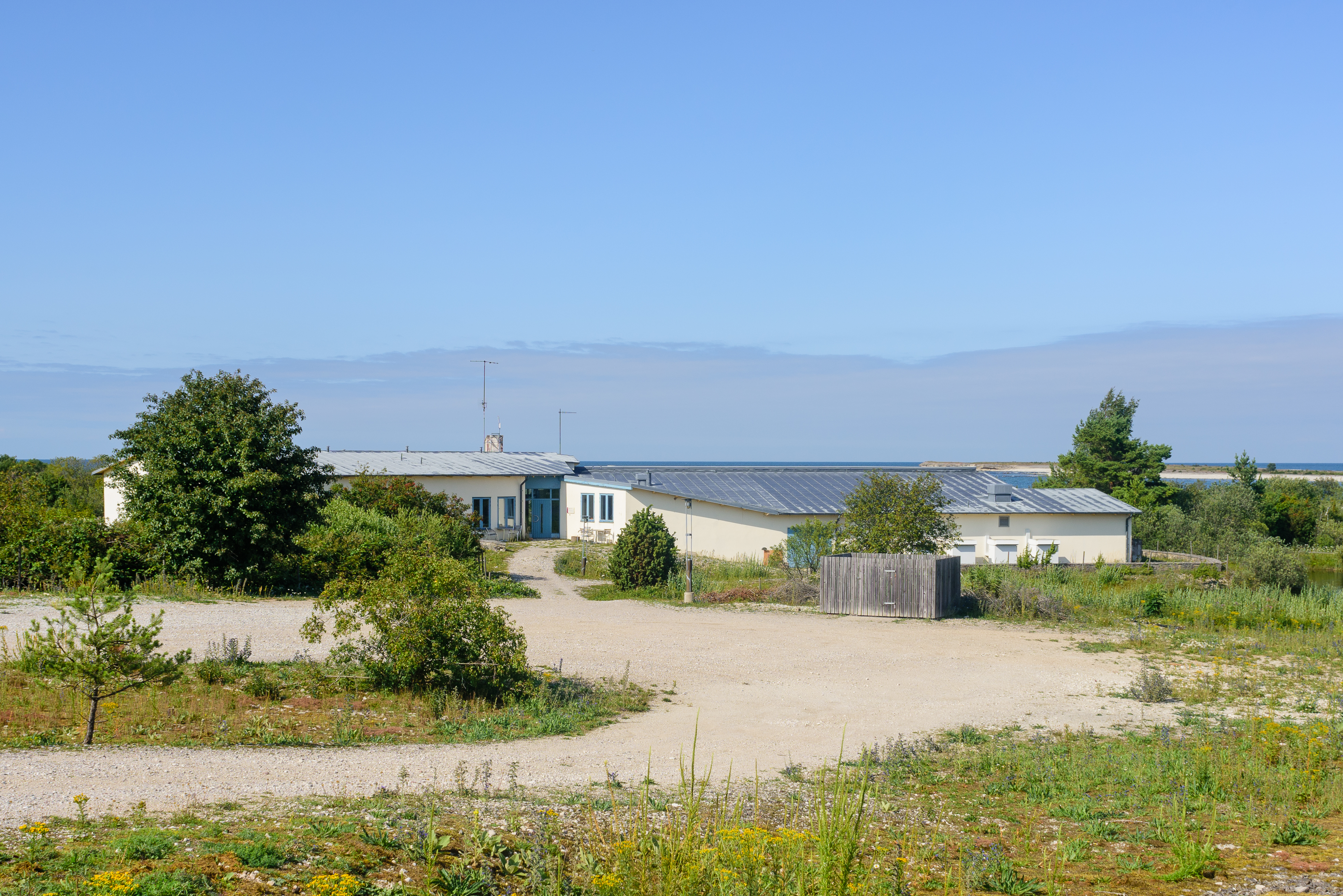
Ars forskningsstation.
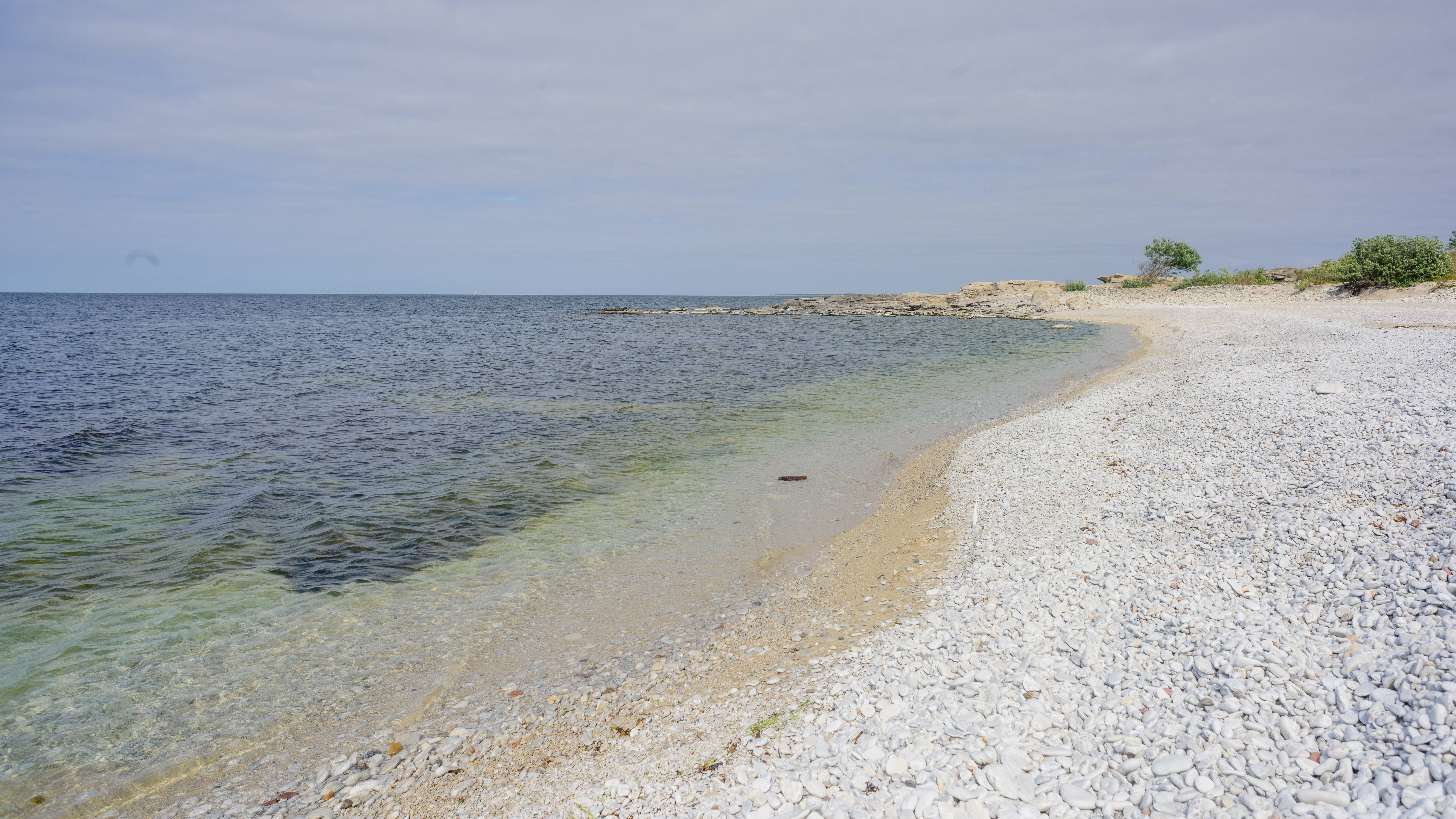
Strand i Ar.
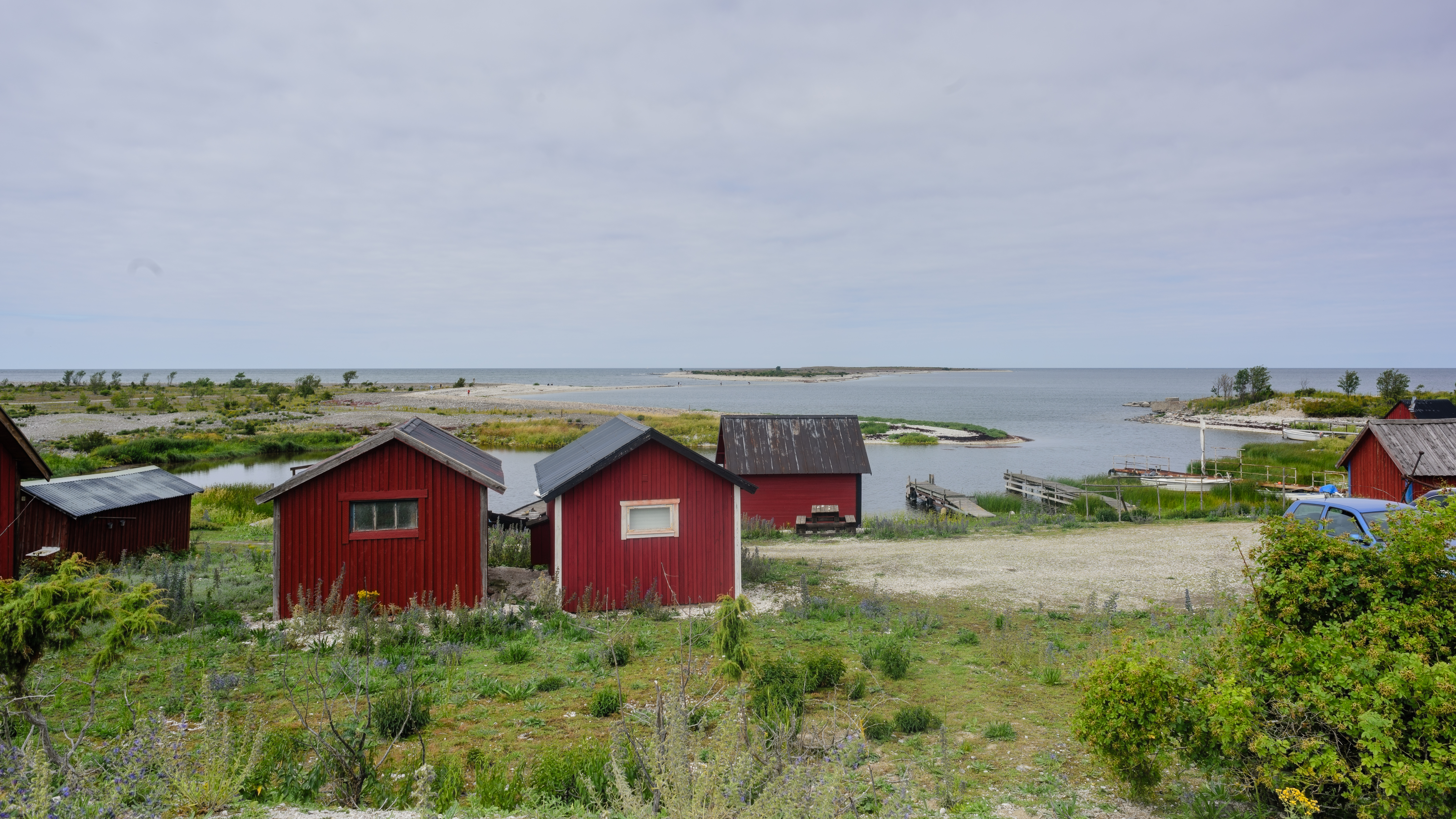
Den gamla hamnen i Ar.